# Lusotitan
Lusotitan ist eine Gattung sauropoder Dinosaurier aus der Familie der Brachiosauridae. Sie ist durch fragmentarische Überreste verschiedener Individuen bekannt, die im westlich-zentralen Portugal gefunden wurden und auf den Oberjura (Tithonium) datiert werden. Einzige Art ist Lusotitan atalaiensis. Ursprünglich wurde diese Art der Gattung Brachiosaurus zugeschrieben (als Brachiosaurus atalaiensis).

## Beschreibung
Lusotitan war wie alle Sauropoden ein großer, vierbeiniger Pflanzenfresser mit langem Hals und im Verhältnis winzigem Kopf. Wie andere Brachiosauriden zeigte auch Lusotitan im Vergleich mit anderen Sauropoden stark verlängerte Vorderbeine. Andere gemeinsame Merkmale mit anderen Brachiosauriden schließen die niedrigen Dornfortsätze, den ausgeprägten Deltopectoralkamm des Oberarmknochens und die nach oben zeigende Längsachse des Darmbeins mit ein.
Lusotitan zeichnet sich unter anderem durch sehr große Pleurocoele (seitliche Aushöhlungen) der mittleren Rückenwirbel und durch ein seitlich gebogenes Schienbein aus. Das Becken war verhältnismäßig schlank gebaut.

## Funde und Namensgebung
Bisherige Funde stammen aus dem Umkreis der Stätte Leiria und Lissabon aus den geologischen Formationen Unidade Bombarral, Unidade Amoreire-Porto Novo sowie aus einer bislang unbenannten Gesteinseinheit. Sie wurden 1957 von Lapparent und Zbyszewski erstmals wissenschaftlich beschrieben – unter dem Namen Brachiosaurus atalaiensis. Einige Jahre später ordnete Kingham (1962) diese Art zusammen mit allen anderen Brachiosaurus-Arten der Gattung Astrodon zu, als Astrodon atalaiensis; diese Zuordnungen fanden jedoch wenig Akzeptanz. Antunes und Mateus (2003) stellten die Art in eine eigene Gattung, die sie Lusotitan nannten. Da Lapparent und Zbyszewski kein Holotyp-Exemplar angegeben hatten, wählten Antunes und Mateus das vollständigste Exemplar als Lectotypus: Dieses Exemplar besteht aus 28 Wirbeln (einschließlich einer Serie aus 18 Schwanzwirbeln), 12 Chevron-Knochen, einem vermutlichen Schulterblatt, Teilen des Vorderbeins (inklusive Oberarmknochen, Elle und Speiche), Teilen des Beckens (Darm-, Sitz- und Schambein) sowie Teilen des Hinterbeins (Schienbein, ein Wadenbein-Fragment sowie ein Sprungbein (Astragalus)).
Der Name Lusotitan (lat. Luso – „Einwohner von Lusitania“; gr. titan) weist zum einen auf die altertümliche Region Lusitania, die Teile des heutigen Portugals und Spaniens umfasste, und zum anderen auf die Titanen der griechischen Mythologie.